# سگزآباد
سگزآباد 
(به تاتی ایران: سَزجُۆوِه) یکی از شهرهای استان قزوین است که در بخش مرکزی شهرستان بوئین‌زهرا قرار دارد. جمعیت این شهر طبق سرشماری سال ۱۳۹۵، برابر با ۵٬۴۹۲ نفر بوده است.
اهالی سگزآباد از قوم تات هستند و زبان‌شان تاتی است.

## نام
سگزآباد در بین تات‌زبان‌ها «سَزجُوِه» و «سَزگُوِه» خوانده می‌شود، جلال آل احمد در کتاب تات‌نشین‌های بلوک زهرا ریشه این نام را در کلمه «سزگویج» می‌داند و معتقد است این نام ریشه در فرهنگ مردم باستانی ایران دارد که از شرق به فلات ایران آمدند، اما برخی معتقدند نام این شهر از واژه ترکی «سَکّیز» آمده، «سکیز» در زبان ترکی به معنای هشت است، آل احمد این تعبیر را غیرمنطقی و ناهماهنگ با واقعیات تاریخی خوانده است.

## آثار تاریخی
تپه سگزآباد واقع در دشت قزوین در منطقه بوئین زهرا یکی از تپه‌های باستانی ایران است که به اواخر هزاره دهم پیش از میلاد تا دوره هخامنشی بازمی‌گردد. آثار بدست آمده از این تپه به هزاره دوم پیش از میلاد تا دوره هخامنشی برمی‌گردد. همچنین در این دوره استقرار عصر آهن نیز مشهود است. تپه سگزآباد یکی از قدیمیترین مناطق سکونت و یکجانشینی انسان در فلات ایران است. انسان‌هایی که حتی با فناوری ذوب فلزات هم آشنایی داشتند. تپه سگزآباد یکی از تپه‌های سه‌گانه باستانی‌ای می‌باشد که در فاصله‌ای نزدیک به هم در منطقه بوئین زهرا در جنوب شرقی استان قزوین قرار گرفته‌اند. این سه تپه بنام‌های تپه زاغه، تپه قبرستان و تپه سگزآباد با قدمتی بین هفت تا نه هزار سال، یکی از قدیمی‌ترین سایت‌های باستان‌شناسی دنیا می‌باشند.
تپه سگزآباد در فاصله هشت کیلوتری شمال سگزآباد و در بین مزارع گندم و جو قرار گرفته است. ارتفاع تپه زیاد نیست ولی در بین مزارع پست و کم ارتفاع منطقه به راحتی قابل تشخیص است. متأسفانه این تپه ارزشمند باستانی در وضعیت بسیار نامناسبی نگهداری می‌شود. راه رسیدن به آن بسیار ناهموار و خاکی است و دور تا دور تپه هیچ حصار و مانع و نگهبان یا حتی تابلویی که به بازدیدکنندگان تنها کمی اطلاعات بدهد، وجود ندارد. احتمالاً این تپه بزودی شخم هم بخورد و برای کشت گندم و جوی دیم مورد استفاده قرار بگیرد. اگر از سمت شمال وارد تپه شوید تعداد بسیار زیادی سفال شکسته طرح دار و حتی تعدادی استخوان غیرقابل تشخیص بسیار فرسوده توجه شما را به خود جلب خواهد کرد.
«مطالعات باستان‌شناسی در منطقهٔ فلات مرکزی ایران، نسبت به منطقه غرب به ویژه جنوب غربی بسیار جدید است و سابقه آن به سال ۱۹۳۰ می‌رسد. تا پیش از حفاری‌های دانشگاه تهران در دشت قزوین، آثار به دست آمده از تپهٔ سیلک کاشان، شاخص ادوار مختلف دوران نوسنگی در فلات مرکزی ایران بود. ولی، با انجام حفاری‌ها در دشت قزوین و مطالعات انجام شده پسین بر روی آثار به دست آمده از تپه‌های سه‌گانه «زاغه»، «قبرستان» و تپه «سگزآباد» مشخص شد که تاریخ گونه گونی فرهنگ را در فلات مرکزی ایران از دوران نوسنگی تا میانهٔ دوره هخامنشی می‌توان در این سه تپه باستانی مورد مطالعه دقیق قرار داد.»
مارکوپولو در سفرنامه خود از شهر سگزآباد نام برده و آن را سر راه جاده ابریشم خوانده است. جلال آل احمد نیز در کتاب معروف تات‌نشین‌های بلوک زهرا به معرفی سگزآباد و مقایسهٔ آن با ابراهیم‌آباد پرداخته است.